# 永田杏子
永田 杏子（ながた きょうこ、本名同じ、1976年9月7日- ）は日本のタレント。千葉県松戸市出身。昭和学院高等学校卒業後、系列の短大を卒業。身長160cm、体重44kg、サイズは上からB80、W58、H85。足のサイズ23cm、血液型はA型、趣味は料理、歯磨き。 

## 概要
高校生時代に仲間内で流行っていたという「モデルごっこ」の延長という流れで、第一プロの第2回オーディションに応募。そこでスカウトされ、短大1年生の時にデビュー。第一プロを応募先に選んだのは、森口博子に憧れていたことからだったという。
ビートたけし、高田文夫とは共演が多く、『足立区のたけし、世界の北野』では両者と共演した。またお笑い、演芸に造詣が深い。1999年3月には日本テレビ系列の番組『笑点』に観客として妹と共に応募して、当時の司会の三遊亭圓楽 (5代目)のすぐ近くの席に座る事ができたが、オンエアでは顔が半分しか映らなかった。
2011年11月16日放送の『高田文夫のラジオビバリー昼ズ』にゲスト出演し、結婚と、2010年に女児が産まれたことを報告した。

## 主な出演番組

### テレビ
- 所さんの20世紀解体新書（TBS）
- 関口宏の東京フレンドパークII（TBS、1995年5月 - 1996年9月）
- 平成教育委員会（フジテレビ、1996年10月 - 1997年9月）
- 足立区のたけし、世界の北野（フジテレビ、1997年10月 - 2002年9月）
- スカパー!（フジテレビ、1999年4月 - 1999年9月）
- チャンネル北野 電波百貨店（CSフジテレビ、2000年9月 - 2001年2月）
- ルックルックこんにちは（日本テレビ、1997年4月～2001年3月） - 火曜日レギュラー（月1回）
- ニュースリアルタイム（日本テレビ、2007年 - ） - 特集コーナー・リポーター（不定期）

### ラジオ
- 高田文夫のラジオビバリー昼ズ（ニッポン放送、1998年10月 - 2006年3月） - 月曜アシスタント
- ガールズガード 女の子の保健室（文化放送、2003年4月 - 2004年3月 / 2004年4月 - 2007年3月）
- 今夜も大入り!渋谷・極楽亭（NHKラジオ第1、2006年7月 - 2010年5月）- 司会（代演）